# جاسم الكظماوي
جاسم الكظماوي (1912 - 1994)، سياسي كويتي، وأحد الشخصيات المهمة في تاريخ دولة البحرين الحديث، وممثل دار الاعتماد البريطانية في الإمارات العربية المتحدة، وكان مسؤولاً عن إنشاء أول محطة إذاعية بحرينية خلال الحرب العالمية الثانية، وهو والد رئيس الشركة الكويتية للاستكشافات البترولية الخارجية السابق والعضو المنتدب فيصل جاسم الكظماوي.